# Тетрахлороаурат(III) аммония
Тетрахлороаурат(III) аммония — неорганическое соединение,
комплексная соль аммиака, золота и соляной кислоты с формулой NH4[AuCl4]
(аммиачная соль золотохлористоводородной кислоты),
жёлтые кристаллы,
растворяется в воде,
образует кристаллогидрат.

## Физические свойства
Тетрахлороаурат(III) аммония образует жёлтые кристаллы.
Растворяется в воде и этаноле.
Образует кристаллогидрат состава {NH4[AuCl4]}4 · 5H2O, который теряет воду при 100 °С.